# Čaka
Čaka este o comună slovacă, aflată în districtul Levice din regiunea Nitra. Localitatea se află la altitudinea de 179 m deasupra n.m., se întinde pe o suprafață de 9,07 km2 și în 2017 număra 738 de locuitori.

## Istoric
Localitatea Čaka este atestată documentar din 1287.

## Demografie
| An:                | 1994 | 2004    | 2014    | 2024   |
| ------------------ | ---- | ------- | ------- | ------ |
| Număr de persoane: | 974  | 870     | 773     | 707    |
| Diferență:         |      | −10,67% | −11,14% | −8,53% |

| An:                | 2023 | 2024   |
| ------------------ | ---- | ------ |
| Număr de persoane: | 720  | 707    |
| Diferență:         |      | −1,80% |